# XXI koncert fortepianowy (KV 467)
XXI Koncert fortepianowy C-dur (KV 467) – koncert skomponowany przez W.A. Mozarta w październiku 1785 w Wiedniu. Jeden z motywów tego koncertu został wykorzystany później przez Mozarta jako temat główny jego XL Symfonii (KV 550).

## Struktura
1. Allegro maestoso
2. Andante
3. Allegro vivace assai

## Przydomek
Dzięki spopularyzowaniu w 1967 przez film Miłość Elwiry Madigan szwedzkiego reżysera Bo Widerberga części środkowej koncertu (Andante), znany jest jako „Elwira Madigan”.